# Jeu d'échecs en philatélie

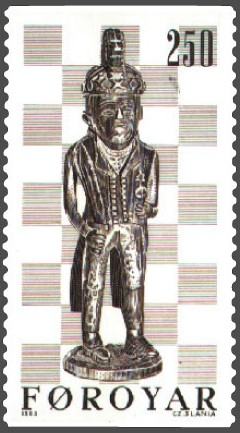
Le roi d'un jeu d'échecs des îles Féroé (1983).

Le jeu d'échecs représenté sur timbres-poste est une des principales collections de philatélie thématique. Des timbres avec le motif du jeu d'échecs sont régulièrement émis dans pratiquement chaque pays du monde.
Le premier timbre comportant ce motif a été émis en 1947 en Bulgarie au même moment que quatre autres timbres concernant le sport. Il représente un cavalier blanc sur fond rouge. L'Union soviétique suit le pas en 1948 en émettant trois timbres à l'occasion des championnats du monde de Moscou. 
De nombreux autres pays ont suivi la toute nouvelle thématique et on ne compte aujourd'hui pratiquement plus aucun pays où l'on ait pas émis ce genre de timbres :
- au départ, ce sont les pays alliés de l'Union soviétique qui se lancent dans ces émissions ;
- en France, un timbre est émis en avril 1966 pour le Festival international des échecs du Havre. Un second paraît en 1974 pour célébrer l'organisation de la 21e Olympiade d'échecs tenue à Nice.
- en Belgique, une pièce de jeu apparaît dans une série de quatre timbres de mars 1995 sur les jeux de société aux côtés des jeux de cartes, des mots croisés et du Scrabble.

Selon certaines sources, Anatoly Karpov détiendrait la collection de ces timbres dans son intégralité.